# 回鶻

回鶻可汗国
（Uyγur）

8世紀後半の版図

回鶻（かいこつ、拼音: Huíhú, 古代テュルク語： ラテン文字転写: Uyγur）は、テュルク系遊牧民族鉄勒（トクズ・オグズ）の一部族である回紇（かいこつ）部を中心に、モンゴル高原からジュンガル盆地東部に勢力を誇った遊牧国家（遊牧帝国、可汗国）。ウイグル帝国、ウイグル国、遊牧ウイグル国、ウイグル国家とも呼ばれ、可汗（カガン：Qaγan）を奉じていたので回鶻可汗国、ウイグル可汗国、東ウイグル可汗国とも、鉄勒を中心としたためトクズ・オグズ国とも呼ばれる。中国の史書による漢字表記には迴紇、回紇、迴鶻、回鶻などがある。

## 名称
初めウイグルは『魏書』や『北史』などで袁紇や韋紇と記されたが、『旧唐書』や『新唐書』からは迴紇・回紇と記されるようになった。そして貞元4年（788年）もしくは、元和4年（809年）に迴紇／回紇から迴鶻／回鶻に改称してからは、専ら迴鶻／回鶻の語を用いるようになる。
もともとは複数部族の連合体であり、彼等自身が残した碑文によれば、早期には九姓鉄勒（トクズ・オグズ）と呼んでいたが、回紇（ウイグル）部の首長氏族であるヤグラカル氏がこの部族集団の指導者となったため、九姓鉄勒全体が回鶻（ウイグル）と呼ばれるようになった。

## 歴史

### 起源
回紇（ウイグル：Uyγur）の祖先はカザフステップからモンゴル高原北辺にかけて居住していた丁零（ていれい）族であり、そのうちの東部（モンゴル高原北辺）にいた遊牧集団から回紇部が形成されていったとされる。
『旧唐書』や『新唐書』では、迴紇／回紇の祖先は匈奴であるとしている。

### 部族時代
丁零族は時代とともに“高車”（こうしゃ）→“鉄勒”（てつろく）と表記が変わり、その中でウイグルも袁紇→韋紇→迴紇→回紇などと表記が変わっていった。
高車時代
登国5年（390年）3月、北魏の道武帝は西征し、鹿渾海にて高車の袁紇（ウイグル）部を襲い、これを大破し、生口・馬牛羊20余万を獲得した。
和平5年（464年）、五部の高車は盛大に天を祭り、集まった衆は数万に及んだ。そのとき文成帝（在位：452年 - 465年）が高車の衆を召して南征に従軍するよう命じたが、高車は南征への従軍を拒み、遂に袁紇樹者を推戴して主とし、北魏に叛いた。都督の宇文福は高車を追討したが、大敗して還る。文成帝はまた詔で平北将軍・江陽王拓跋継に都督としてこれを討たせた。拓跋継は先に人を遣わして袁紇樹者を慰労した。袁紇樹者は一旦柔然へ逃亡したが、まもなく部衆を率いて北魏に降った。
鉄勒時代
605年、鉄勒諸部は西突厥の泥撅処羅可汗（在位：603年頃 - 612年）の攻撃を受け、特に薛延陀部にいたっては叛乱の疑いがあるとして渠帥など数百人が生き埋めにさせられた。そこで韋紇（ウイグル）部は僕骨部・同羅部・抜野古部・覆羅部などとともに西突厥の支配から脱して回紇（ウイグル）部と号し、鉄勒諸部の部族長はみな俟斤（イルキン）を称した。このとき、回紇の部衆は薬羅葛（ヤグラカル）氏の特健を推戴して回紇部の俟斤（イルキン：部族長）とした。
貞観3年（629年）に東突厥が唐に敗れると、回紇部は薛延陀部と共に北方の草原地帯における2強となったが、回紇部の吐迷度が諸部とともに薛延陀部の多彌可汗を大破したため、単独で鉄勒諸部の盟主となった。貞観21年（647年）、回紇部は唐の羈縻（きび）支配下に入り、瀚海都督府となって燕然都護府に属す。しかし龍朔2年（662年）、回紇部は同羅部・僕固部と共に唐の国境を侵し、唐に対して反旗を翻した。唐の高宗（在位：649年 - 683年）は鄭仁泰に命じて僕固らを討たせ、回紇の比粟毒を敗走させる。龍朔3年（663年）、唐は燕然都護府を回紇に領させ、瀚海都護府とした。
則天武后の時代（690年 - 705年）、東突厥第二可汗国が再び草原地帯の覇者となると、回紇部を始めとする九姓鉄勒（トクズ・オグズ）はその圧迫を受けるが、第二可汗国の衰退と共に再び勢力を増していった。

### 可汗国の成立
742年、回紇（ウイグル）部は葛邏禄（カルルク）部とともに、抜悉蜜（バシュミル）部を盟主として反東突厥同盟を結び、抜悉蜜大酋の阿史那施を立てて賀臘毘伽可汗（頡跌伊施可汗、イルティリシュ・カガン）とした。三者は協調して東突厥を攻撃し、東突厥の烏蘇米施可汗（オズミシュ・カガン）を殺した。744年、回紇部と葛邏禄部は盟主である頡跌伊施可汗を殺し、代わって回紇部の頡利発（イルテベル：部族長）であった骨力裴羅（クトゥルグ・ボイラ）が骨咄禄毘伽闕可汗（クトゥルグ・ビルゲ・キョル・カガン）となり、唐に遣使して懐仁可汗（在位：744年 - 747年）の称号を賜った。745年には最後の東突厥可汗である白眉可汗を殺して東突厥を滅ぼし、ついにモンゴル高原の覇者となった。

### 安史の乱

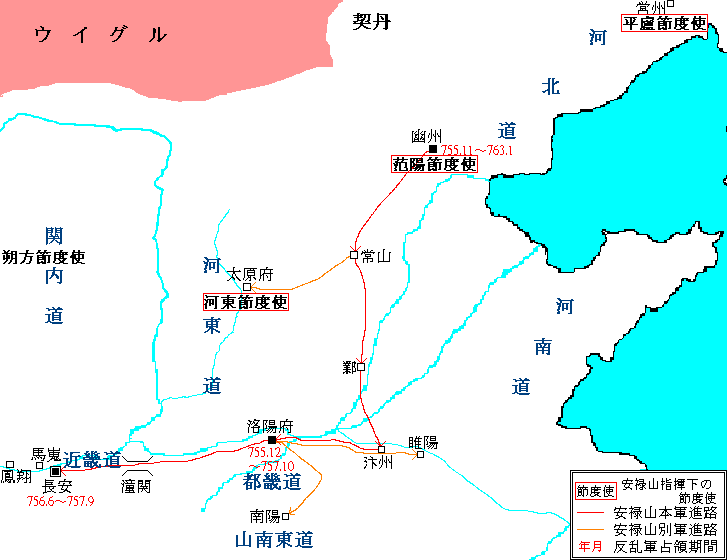
安史の乱における安禄山の進路。

葛勒可汗（在位：747年 - 759年）の代になり、唐において安史の乱が勃発した（755年）。これにより唐の皇帝であった玄宗（在位：712年 - 756年）は退位し、粛宗が皇帝となった（756年）。粛宗は回紇に援軍を求めるため、李承寀を敦煌王に封じ、李承寀は将軍の石定番を回紇への使者に任命して修好を結ばせるとともに、対安禄山の徴兵をさせた。葛勒可汗はこれに承諾すると、娘の毘伽（ビルゲ）公主を李承寀に娶らせた。
至徳2載（757年）9月、唐の元帥は広平王李俶（のちの代宗）で、回紇からは太子の葉護（ヤブグ）と僕固懐恩が回紇軍を指揮して安禄山討伐にあたった。唐・回紇連合軍は11月までに首都の西京（長安）・副都の東京（洛陽）を奪還することに成功し、葉護太子は司空忠義王に封じられた。翌年（758年）、粛宗は葛勒可汗を英武威遠毘伽可汗に冊立するとともに、寧国公主を葛勒可汗に嫁がせた。
英武威遠毘伽可汗は759年4月に死に、寧国公主は唐へと帰国する。葉護太子は帰国後亡くなったため、その弟である牟羽可汗（在位：759年 - 779年）が立って即位した。宝応元年（762年）4月、唐で粛宗が崩御したため太子の代宗（在位：762年 - 779年）が即位した。代宗は史朝義（安史の乱指導者）がなおも河洛の地にいるので、それを討伐するために劉清潭を回紇に派遣して徴兵させるとともに、旧好を修めさせようとした。しかし8月、先に史朝義が「粛宗崩御に乗じて唐へ侵攻すべし」と牟羽可汗を誘ったため、回紇軍が大軍を擁して南下を始めた。劉清潭はそれに遭遇したので、まず唐への侵攻を踏みとどまるよう牟羽可汗を説得したが聞き入れられなかった。このとき回紇軍はすでに三城の北まで到達していた。牟羽可汗は使者を派遣し、北方の単于都護府の兵馬と食糧を奪取するとともに、劉清潭をひどく侮辱した。劉清潭が密かにこの状況を代宗に報告すると、朝廷内は震撼した。この時、牟羽可汗の可敦（カトゥン：皇后）である僕固氏（僕固懐恩の娘）が牟羽可汗を諫めたため、牟羽可汗は思いとどまり、そのまま唐側に付いて史朝義討伐に参加した。牟羽可汗は僕固懐恩とともに史朝義軍を圧倒し、史朝義を自殺に追い込むと、河北を平定して8年に及ぶ安史の乱を終結させた（763年）。これにより牟羽可汗は唐より英義建功毘伽可汗に冊封され、可敦や左右の殺（シャド）・諸都督・内外宰相以下にも封号が与えられた。
この時期、安史の乱により唐軍が内地へ引いた為に空いたジュンガル盆地へ進出した。

### 僕固懐恩の反乱
広徳2年（764年）、安史の乱鎮圧の功労者である僕固懐恩が叛き、吐蕃の衆数万人を招き寄せて奉天県に至ったが、朔方節度使の郭子儀によって防がれた。翌765年秋、僕固懐恩は回紇・吐蕃・吐谷渾・党項・奴剌の衆20数万を招き寄せて、奉天・醴泉・鳳翔・同州に侵攻した。しかし僕固懐恩が死んだため、吐蕃の馬重英らは10月の初めに撤退し、回紇首領の羅達干（ラ・タルカン）らも2千余騎を率いて涇陽の郭子儀もとへ請降しに来た。これ以降、回紇と唐の和平が保たれたが、唐国内で安史の乱鎮圧の功を鼻にかけた回紇人の暴行事件が相次ぎ、大暦年間（766年 - 779年）において社会問題となった。

### 頓莫賀達干（トン・バガ・タルカン）の政変
大暦13年（778年）になると、遂に牟羽可汗自身も回紇軍を率いて唐に侵攻するようになり、今まで良好であった唐との関係が一気に崩れた。大暦14年（779年）、代宗が崩御して徳宗（在位：780年 - 805年）が即位すると、ソグド人の官僚はその喪中を狙って唐に侵攻するよう牟羽可汗に促した。それを聞いた牟羽可汗はふたたび唐に攻め込もうとしたが、それに反対だった宰相の頓莫賀達干（トン・バガ・タルカン）が牟羽可汗とソグド人官僚を殺害し、代わりに頓莫賀達干が立って合骨咄禄毘伽可汗（アルプ・クトゥルグ・ビルゲ・カガン）となった。合骨咄禄毘伽可汗はすぐに酋長の建達干を唐へ入朝させて関係を修復したので、唐より武義成功可汗（在位：779年 - 789年）の称号を賜った。また、武義成功可汗は牟羽可汗が信仰していたマニ教を弾圧し、ソグド人たちにも圧力をかけた。貞元3年（787年）8月、武義成功可汗は唐との関係を改善するために唐に求婚し、咸安公主を娶った。その後も両国の平和が保たれ、武義成功可汗は国号を回紇から回鶻に変えるとともに、再び唐から長寿天親可汗の称号を賜った。

### 吐蕃征討と可汗の廃立

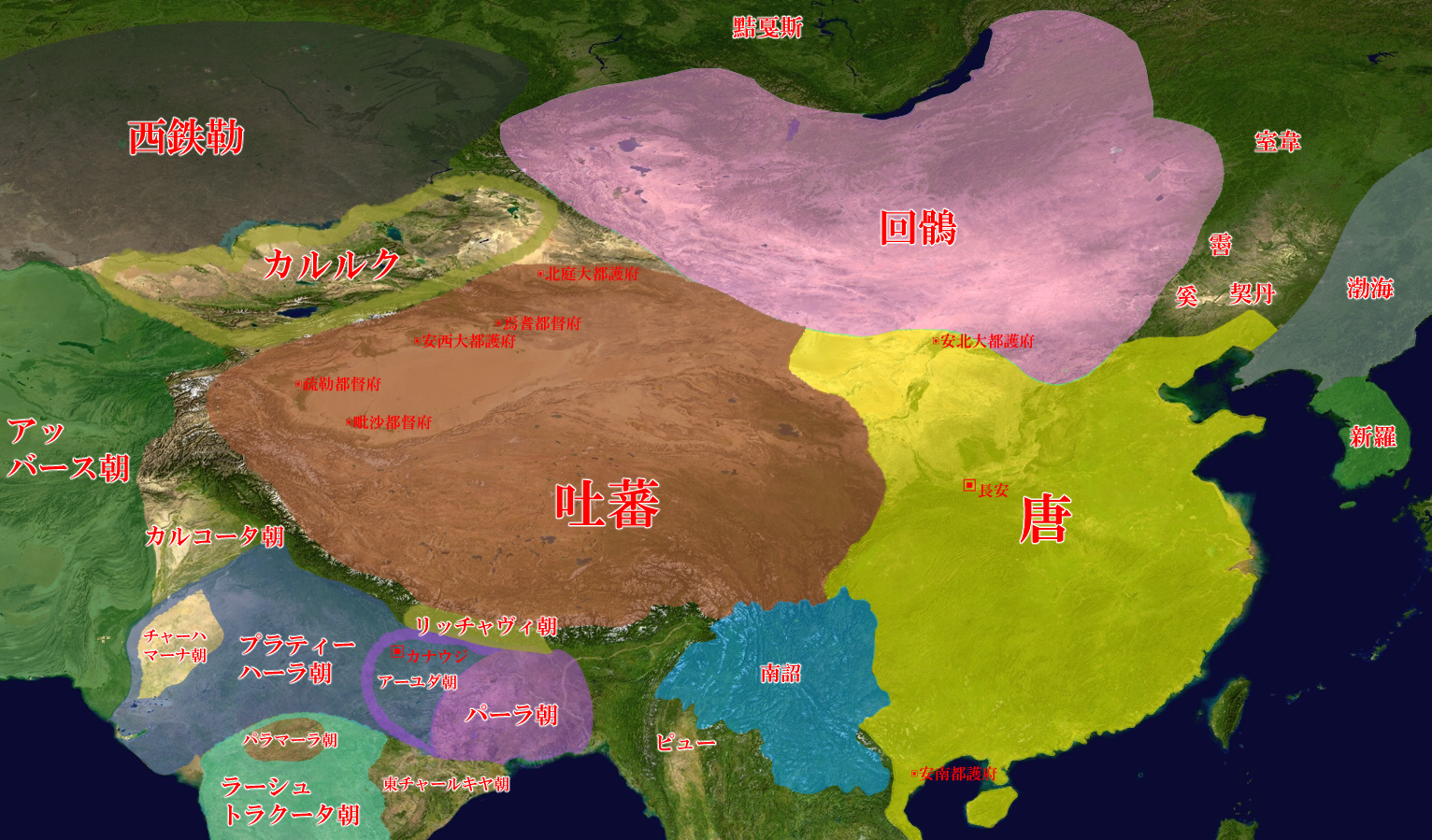
8世紀後半の周辺国。

貞元6年（790年）、吐蕃が回鶻に従属していた白眼突厥（白服突厥）・三姓葛邏禄（ウチュ・カルルク）・沙陀部などへ贈物を贈って共に北庭大都護府を攻撃したが、東方で奚・契丹の反乱が起きていたため、忠貞可汗（在位：789年 - 790年）は頡于迦斯（イル・オゲシ）を派遣して救援に向かわせた。しかし、頡于迦斯率いる回鶻軍は勝てず、北庭大都護府が陥落し、北庭大都護の楊襲古は兵と共に西州に奔走した。その後、頡于迦斯は楊襲古と連合して北庭を取り返すべく5・6万の兵で攻めたが、大敗を喫し兵の大半が死んだ。このとき楊襲古がまた西州に逃げようとしたので、頡于迦斯は彼を殺した。一方で葛邏禄（カルルク）が勝ちに乗じて浮図川を奪ったので、回鶻は大いに恐れ、北西にある部落の羊馬を牙帳の南へ遷してこれを避けた。6月、頡于迦斯は本国に帰還するが、彼の遠征中に忠貞可汗がその弟に殺され、その弟も国人によって殺されて新たに忠貞可汗の子である阿啜（奉誠可汗、在位：790年 - 795年）が立っていた。可汗阿啜と国人たちは頡于迦斯を出迎え、ひれ伏して可汗廃立の事情を説明するとともに、留守中に惨事を起こしたことを陳謝した。事情を聞いた頡于迦斯は新たな可汗に臣下の礼を執るとともに忠貞可汗の死を悲しんだ。
791年、北庭を奪還、また唐軍と共に塩州・霊州へ攻撃を掛けて陥落させ吐蕃の首領を捕えた。この後の、タリム盆地～河西地域～隴右～漠南一帯を巡る戦争は50年に渡る。保義可汗（808年 - 821年）の治世には、ジュンガル盆地を制圧してカルルクを服属させ、タリム盆地を制圧するが、南東の戦線では吐蕃が優勢を保持。809年に吐蕃が再度霊州から豊州の一帯を制圧して、回鶻・唐の間の直道（参天可汗道）を遮断。813年、漠南で吐蕃軍を撃ち破ると勝ちに乗じて河西まで追撃したが、816年には吐蕃軍が牙帳から3日の距離まで進軍し周辺も制圧された。821年、連合を図るため唐から公主が降嫁。824年に吐蕃と唐が停戦に至って以降は、専ら西部で戦闘が行われ、840年に和睦するまでの間に、漠南を奪還し河西地域を征服した。

### ヤグラカル氏の断絶とエディズ政権
貞元11年（795年）2月、奉誠可汗が死去し、子がいなかったため、国人たちは宰相である阿跌（エディズ）氏の骨咄禄（クトゥルグ）を立てて可汗とした。彼は6月に唐から懐信可汗（在位：795年 - 805年）に冊立されるが、これによって回鶻の薬羅葛（ヤグラカル）政権が終わり、阿跌（エディズ）政権が始まったことになる。懐信可汗はマニ教を再び受容し、西方からの文化を受け入れていった。この後、マニ教は回鶻可汗国の国教になっていく。

### 保義可汗の求婚
元和3年（808年）、長寿天親可汗以来、4代の可汗に嫁いできた咸安公主が亡くなったため、保義可汗（在位：808年 - 821年）は唐に新たな公主を求めた。しかし、唐がそれに応じなかったため、保義可汗は3千騎を率いて鸊鵜泉に至り、唐の辺境を脅かした。これによって唐の辺軍は戒厳令を敷き、両国に緊張が走った。憲宗（在位：806年 - 820年）は宗正少卿の李孝誠と太常博士の殷侑を回鶻に赴かせ、回鶻を説得させたが、保義可汗は求婚をあきらめず、元和9年（814年）にまた合達干（アルプ・タルカン）らを送って求婚させた。長慶元年（821年）、穆宗（在位：821年 - 824年）の代になってようやく許しが出たが、保義可汗はこの世を去ってしまう。そこで穆宗は皇妹である太和公主を次の崇徳可汗（在位：821年 - 824年）に出嫁することにし、太和公主が新たな回鶻可敦（ウイグル・カトゥン：皇后）となった。

### 内乱と可汗国の崩壊
崇徳可汗の次は弟の曷薩特勤が立って昭礼可汗（在位：824年 - 832年）となったが、彼はその配下に殺されてしまう。続いて従子の胡特勤が立って彰信可汗（在位：832年 - 839年）となったが、彼もまた宰相の掘羅勿（キュレビル、Küräbir）という者に殺され、代わりに㕎馺特勤（在位：839年 - 840年）が立てられて可汗となった。
当時のモンゴル高原では異常気象が相次ぎ多くの家畜が死に絶えた。渠長（宰相）の句録莫賀（句録末賀、キュリュグ・バガ）は掘羅勿を恨み、黠戛斯（キルギス）10万騎を招き寄せて回鶻城（オルド・バリクか？）を攻め、㕎馺可汗と掘羅勿を殺し、その牙帳を焼き払った。これによって回鶻可汗国は崩壊し、諸部は分散した。宰相の一人である馺職（そうしょく）は厖特勤の15部とともに葛邏禄（カルルク）に奔走し、残りは吐蕃（河西）と安西（タリム盆地）に逃げ込んだ。

### 可汗国の崩壊後

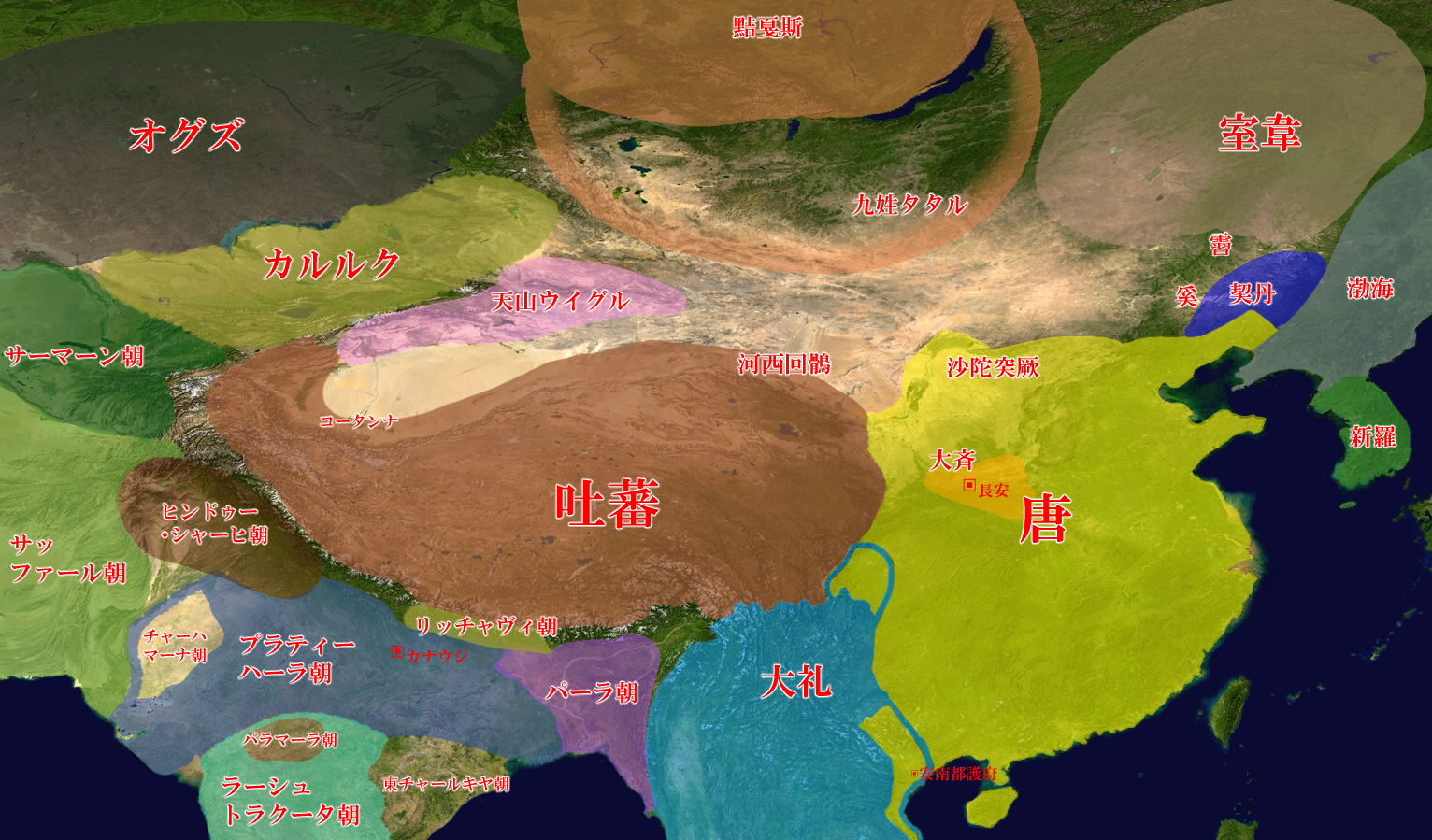
9世紀後半、回鶻可汗国崩壊後の周辺国。

回鶻可汗国の崩壊後、モンゴル高原を支配したのは黠戛斯（キルギス）であったが、その支配は長続きせず、860年代には東方のタタル族によって高原を追い出されてしまう。このタタル族は漢籍では「阻卜」・「達旦」と記され、ウイグル碑文・イェニセイ碑文では「トクズ・タタル（九姓タタル）」・「トクズ・タタル・イル（九姓タタル国）」と記される集団であり、回鶻可汗国の崩壊後から11世紀に至るモンゴリアの空白時期を埋める漠北政権である。やがて九姓タタルが契丹（遼）に服属すると、モンゴル高原は諸部族が割拠する時代に入り、モンゴル帝国が現れるまで統一政権が生まれなくなる。
一方、回鶻のいくつかの勢力は逃げ延びた地域で力を持ち、天山ウイグル王国や甘州ウイグル王国などの諸王国が生まれることとなった。中でも天山ウイグルはモンゴル支配下にあっても存在し続け、13世紀までその勢力を保つ。

## 外交
中央アジアや西域諸国のソグド人と手を結び、唐の絹やその他の製品を運ぶシルクロード貿易を行って莫大な利益を得た。
また、ウイグルは西方へと徐々に影響力を拡大し、シル川、アム川の近郊まで勢力を伸ばした。高昌をその支配下に置き、結果タリム盆地はじめ西域諸国がテュルク化していくことになった。逆にウイグルには中国や中央アジアから仏教やマニ教が伝来しており、中国やソグド人の影響から、ウイグルは王庭や要地に城郭都市を持つようになった。可汗や一族も年の一定期間を城内で過ごし、また商人や官僚、職人などを住まわせ武器や水、食料などを蓄えた。このような城郭都市がバイ・バリクやオルド・バリクであり、城内に墳墓が存在する可汗一族もいる。

## 軍事
最盛期の回鶻全体の人口は500万強、中核を構成した回鶻部のそれは50～60万人と推計され、勝兵は概ね人口の1/3で20万弱程度と考えられている。戦時に於いて、一般牧民は馬匹を自弁で賄い武器と糧秣を支給された、黒民と呼ばれる上位身分は武器・糧秣ともに自弁で賄う代わりに戦利品・略奪品や戦争捕虜の優先的取得権を持っていた。

## 経済
回鶻の最も重要な産業は牧畜で、オルホン河からセレンゲ河一帯の中上流域は環境に恵まれて家畜がよく繁殖し最も人口・家畜が稠密に在り幾らかは農耕も行われた、セレンゲ河中下流域やアルタイ山脈地区の森林地帯では牧畜や狩猟のほか農耕も行われたが人口・家畜の面積当たりの密度は比較的低く、南部から南東部のゴビ砂漠や荒蕪地はともに密度が希薄だったとされる。
また政書や史書には、東南部は駱駝が多くて牛は非常に少なく、東部の鄂嫩河・克魯倫河周辺は平坦な土地と水に恵まれ牛が家畜の中で最も多い、北部のオルホン河からセレンゲ河の下流域は駱駝が非常に少ない、西部のアルタイ山地区は牛・羊が多く馬が少ない、綿羊・ヤギ・馬は何処でも飼われ、馬はオルホン河中上流・トール河・克魯倫河の流域で最も繁殖している、とある。最も多い家畜は羊で、最も重視されたのが馬、また一家五人の所持する家畜の最低ラインは、牛13頭・馬14頭・駱駝3頭・羊90頭程度で、回鶻部の戸数が10万以上であることから、回鶻部だけでも少なくとも1000万頭以上の家畜を保持したと考えられている。
唐との間に毎年馬1～2万頭⇔絹10～20万匹の馬絹交易が行われたが、6世紀末における東ローマでの絹の市場価格は概ね絹1匹が金1～4kgで、唐国内の絹1匹の重さが25両・価格が銀1両、銀10両が金1両に相当した事を考えると、転売による利益は少なくとも250倍に上る。利潤の多くは途中のペルシャ商人やイスラム商人が手にしただろうが、平凡に転売するだけでも大きな利潤があったとされる。それ以外にも東西の交易を積極的に行って商業を営む者も多く、蓄積した資本を元手に唐国内で高利貸や商家などを営みそのまま帰国しない者もいた。

## 建築
唐の整備した回鶻路と呼ばれる交通網を引き継ぎ、道路や橋の敷設・整備と駅畜・井戸を備えた駅站の設置を推し進め、軍隊による商隊の護衛と通行料（奢侈品の移動に課税）徴収で利益を上げた。
オルホン川河畔にある首都から、南へ向かっては参天可汗道と呼ばれたオルドス・長安へ至る道が、西へは北庭都護府へ至る道が、北へは回鶻牙帳からバイカル湖畔を通りキルギス部へ続く2本の道が、東へは興安嶺を抜けて室韋の居住区を通り奚や契丹の住む地域へ続く道が在った。
城郭都市も存在したが、軍事施設ではなく商業・手工業・農業民のために築かれた。発見されている全ての城址は正方形で縦横共に500m前後の大きさだが、オルホン川沿いのカラバリクに在った首都バイ・バリクは周囲20kmの城壁で囲まれた25平方kmの大きな都市で、この他にも現在24の都市が発見されている。

## 宗教
ウイグルはもともと歴代遊牧国家同様、天や太陽のほか狼や鳥を信仰しており、主要な24氏族のトーテムは、4氏族が隼、4氏族が鷲、12氏族が鷹（鷹4・白鷹4・青鷹4）、その他は狼・豹もしくは不明である。第3代の牟羽可汗（在位：759年 - 779年）の時に初めてマニ教を受容し、多くのソグド人官僚を採用した。しかし、反対派によって牟羽可汗が殺されると、マニ教とソグド人はことごとく弾圧され、一旦マニ教は息をひそめる。そして第7代懐信可汗（在位：795年 - 805年）の代に再びマニ教が受け入れられると、多くのマニ教高僧がモンゴル高原に呼び寄せられ、名実ともにウイグル可汗国の国教となった。こうしてウイグル可汗国は世界史上唯一、マニ教を国教化した国となる。

## ウイグル碑文と遺跡
ウイグルは突厥同様、突厥文字で書かれた碑文を多数残している。また、ウイグル可汗国では巨大な城郭都市も建設した。
- 葛勒可汗（在位：747年 - 759年）
  - 『テス碑文』
  - 『タリアト碑文』
  - 『シネ・ウス碑文』
  - バイ・バリク城址

- 牟羽可汗（在位：759年 - 779年）
  - オルドゥ・バリク城址…現在のカラ・バルガスン遺跡にある。

- 保義可汗（在位：808年 - 821年）
  - 『カラ・バルガスン碑文』…突厥語・ソグド語・漢語の3カ国語で書かれている。現在のカラ・バルガスン遺跡にある。

## 九姓回鶻・十回紇
回紇（ウイグル）部は九姓鉄勒（トクズ・オグズ、Toquz-Oγuz：九つの部族）に属していたが、それとは別に回紇部内でも複数の氏族に分かれており、トゥーラ河流域の九姓回紇とオルホン川流域の十回紇、伝承では合わせて122の部族があったと伝える。回紇の部族長（イルテベル）および回鶻の可汗（カガン）は、九姓回鶻の筆頭氏族である薬羅葛（ヤグラカル）氏から選出された。
九姓回鶻
1. 薬羅葛（ヤグラカル：Yaγlaqar）…可汗姓
2. 胡咄葛（クトゥルガル：Quturγar）
3. 掘羅勿（キュレビル：Küräbir）
4. 貊歌息訖（ボカシキル：Boqašiqir）
5. 阿勿𠼬（アブシャル：Avšar）
6. 葛薩（カザル：Qazar）
7. 斛嗢素（クグルス：Quγursu）
8. 薬勿葛（ヤグムルカル：Yaγmurqar）
9. 愛耶勿（アヤビル：Ayavir）

これら各部落には氏族長として一人の都督が置かれていた。また、のちに回鶻が抜悉蜜（バシュミル）部と葛邏禄（カルルク）部を併合すると、同じく各都督一人を置いて11部落とした。
十回紇
1. 回紇部…ウテュケン山の北、セレンゲ河上中流域。
2. 抜野古部…現在のヘルレン川中下流域に住む。人口6万、勝兵1万余、良馬の産地で製鉄を行い小規模な農業を行う。
3. 僕固部…東を抜野古と接し、オノン川流域に住む。人口3万、勝兵1万、人々は剽悍で代々ヤグラカル氏と姻戚を結び可敦を輩出。
4. 同羅部（Toŋra：古テュルク語で豹の意）…元は僕固の西、トール川の北に住む。1万5千戸、勝兵3万、743年唐へ帰順しオルドスに移住、753年離散し一部が北へ戻って回紇部に加わり一部は河北に残る。
5. 斛薛部…高闕州（唐代）。多覧葛の北に住む、後の斛嗢素氏か。勝兵7千。
6. 思結部…同羅の西、トール川の北に住む。
7. 奚結部…鶏鹿州（唐代）。思結と合わせ凡そ兵2万。
8. 渾部…浚稽州（唐代）。トール川下流域に住み、回紇部と接する。
9. 契苾部…元は楡渓州（唐代）、トール川の南に住む。隋代に薛延陀部と連合して天山地方に割拠、のち西突厥の攻撃を受けて離散、イシク湖・青海・漠南などに散る。一部が故地へ戻り、勝兵3千。
10. 阿跌部…鶏田州（唐代）。オルホン川下流域、回紇部と接する。勝兵千7百。
11. 匐列羽部…漠南の蹛林州（唐代）に住む。
12. 倶羅勃部…外興安嶺の北部に住む。
13. 阿史徳部…陽山の北に住む。
14. 奴剌部…白登州（唐代）。トール川の北に住む。
15. 多覧葛部…同羅の南、トール川の北に住む、勝兵1万。
16. aūn-arğūn部
17. aīīšlik部
18. aūtink-ar部
19. būqiz部
20. aūzqundur部
21. tūlar部
22. tārdār部
23. adar部
24. aūj-tābin部
25. qamlabkhū部
26. aūtikān部

## 歴代君主

### 回紇部
1. 特健俟斤
2. 菩薩（627年 - 646年）…特健俟斤の子
3. 吐迷度（646年 - 648年）…菩薩の子、瀚海都督、左驍大将軍
  - 烏紇…吐迷度の甥、突厥の誘いに乗って吐迷度を謀殺、唐により誅殺。
4. 婆閏（648年 - 661年）…吐迷度の子、瀚海都督
5. 比粟毒（661年 - 680年）…婆閏の子（甥）、瀚海都督
6. 独解支（680年 - 695年）…比粟毒の子、瀚海都督
7. 伏帝匐（695年 - 719年）…独解支の子、瀚海都督
8. 承宗（719年 - 727年）…伏帝匐の子、瀚海都督。河西節度使の王君㚟の誣告により追放。
9. 伏帝難（727年）…承宗の子、瀚海都督。殺害される？
10. 護輸…承宗の一族、イルテベル
11. 葉護頡利吐発（骨力裴羅）…承宗の子

### 回鶻可汗国
ヤグラカル (Yaγlaqar) 政権
| 代数 | 在位    | 贈号                       | 即位前の名前 | 漢字表記                                       | 表音1                                                                                | 表音2                                              | 意味                                                           |
| ---- | ------- | -------------------------- | ------------ | ---------------------------------------------- | ------------------------------------------------------------------------------------ | -------------------------------------------------- | -------------------------------------------------------------- |
| 1    | 744-747 | 懐仁可汗                   | 骨力裴羅     | 闕 毘伽 可汗                                   | キョル・ビルゲ・カガン                                                               | Köl bilgä qaγan                                    | 湖の賢明なるカガン                                             |
| 2    | 747-759 | 葛勒可汗・英武威遠可汗     | 磨延啜       | 登里羅 没蜜施 頡 翳徳蜜施 毘伽 可汗            | テングリデ・ボルミシュ・イル・イトミシュ・ビルゲ・カガン                             | Täŋridä bolmiš il itmiš bilgä qaγan                | 天より授かりし国を建てたる賢明なるカガン                       |
| 3    | 759-779 | 牟羽可汗・英義建功可汗     | 移地健       | 登里羅 汨 没蜜施 頡 咄登蜜施 合 倶録 毘伽 可汗 | テングリデ・クト・ボルミシュ・イル・トゥトミシュ・アルプ・キュリュグ・ビルゲ・カガン | Täŋridä qut bolmiš il tutmiš alp külüg bilgä qaγan | 天より幸を授かりし国を保持する勇猛にして誉れ高き賢明なるカガン |
| 4    | 780-789 | 武義成功可汗・長寿天親可汗 | 頓莫賀達干   | 合 骨咄禄 毘伽 可汗                            | アルプ・クトゥルグ・ビルゲ・カガン                                                   | Alp qutluγ bilgä qaγan                             | 勇猛にして幸を得たる賢明なるカガン                             |
| 5    | 789-790 | 忠貞可汗                   | 多邏斯       | 登里羅 没蜜施 倶録 毘伽 可汗                   | テングリデ・ボルミシュ・キュリュグ・ビルゲ・カガン                                   | Täŋridä bolmiš külüg bilgä qaγan                   | 天より授かりし誉れ高き賢明なるカガン                           |
| 6    | 790-795 | 奉誠可汗                   | 阿啜         | 汨咄禄 毘伽 可汗                               | クトゥルグ・ビルゲ・カガン                                                           | Qutluγ bilgä qaγan                                 | 幸を得たる賢明なるカガン                                       |

擬ヤグラカル（エディズ）政権
| 代数 | 在位    | 贈号     | 即位前の名前 | 漢字表記                                    | 表音1                                                                          | 表音2                                            | 意味                                                           |
| ---- | ------- | -------- | ------------ | ------------------------------------------- | ------------------------------------------------------------------------------ | ------------------------------------------------ | -------------------------------------------------------------- |
| 7    | 795-805 | 懐信可汗 | 骨咄禄       | 登里羅 羽録 没蜜施 合 汨咄禄 胡禄 毘伽 可汗 | テングリデ・ウルグ・ボルミシュ・アルプ・クトゥルグ・キュリュグ・ビルゲ・カガン | Täŋridä uluγ bolmiš alp qutluγ külüg bilgä qaγan | 天より福を授かりし勇猛にして幸を授かりし誉れ高き賢明なるカガン |
| 8    | 805-808 | なし     | 不明         | 滕里野 合 倶録 毘伽 可汗                    | テングリデ・アルプ・キュリュグ・ビルゲ・カガン                                 | Täŋridä alp külüg bilgä qaγan                    | 天の勇猛にして誉れ高き賢明なるカガン                           |
| 9    | 808-821 | 保義可汗 | 不明         | 愛 登里羅 汨 没蜜施 合 毘伽 可汗            | アイ・テングリデ・クト・ボルミシュ・アルプ・ビルゲ・カガン                     | Ay täŋridä qut bolmiš alp bilgä qaγan            | 月天の聖霊より幸を授かりし勇猛にして賢明なるカガン             |
| 10   | 821-824 | 崇徳可汗 | 不明         | 君 登里羅 羽録 没蜜施 句主禄 毘伽 可汗      | キュン・テングリデ・ウルグ・ボルミシュ・キュチュリュグ・ビルゲ・カガン         | Kün täŋridä uluγ bolmiš küčlüg bilgä qaγan       | 日天の聖霊より福を授かりし有力にして賢明なるカガン             |
| 11   | 824-832 | 昭礼可汗 | 曷薩特勤     | 愛 登里羅 汨 没蜜施 合 毘伽 可汗            | アイ・テングリデ・クト・ボルミシュ・アルプ・ビルゲ・カガン                     | Ay täŋridä qut bolmiš alp bilgä qaγan            | 月天の聖霊より幸を授かりし勇猛にして賢明なるカガン             |
| 12   | 832-839 | 彰信可汗 | 胡特勤       | 愛 登里羅 汨 没蜜施 合 句録 毘伽 可汗       | アイ・テングリデ・クト・ボルミシュ・アルプ・キュリュグ・ビルゲ・カガン         | Ay täŋridä qut bolmiš alp külüg bilgä qaγan      | 月天の聖霊より幸を授かりし勇猛にして誉れ高き賢明なるカガン     |
| 13   | 839-840 | なし     | 㕎馺特勤     | 最後の可汗のためなし                        | 同左                                                                           | 同左                                             | 同左                                                           |

### 亡命政権
1. 烏介可汗（841年 - 846年）
2. 遏捻可汗（846年 - 848年）

## 参考資料
- 『魏書』（太祖武帝紀、列伝第九十一 高車）
- 『隋書』（列伝第四十九 北狄）
- 『北史』（列伝第八十六 高車）
- 『旧唐書』（列伝第一百四十五 迴紇）
- 『新唐書』（列伝第一百四十下 突厥下、列伝第一百四十二上 回鶻上、列伝第一百四十二下 回鶻下）
- 三上次男・護雅夫・佐久間重男『人類文化史4 中国文明と内陸アジア』（講談社、1974年）
- 山田信夫『北アジア遊牧民族史研究』（東京大学出版会、1989年、ISBN 4130260480）
- 宮脇淳子『モンゴルの歴史 遊牧民の誕生からモンゴル国まで』（刀水書房、2002年、ISBN 4887082444）
- 小松久男『世界各国史4 中央ユーラシア史』（山川出版社、2005年、ISBN 463441340X）
- 森安孝夫『興亡の世界史05 シルクロードと唐帝国』（講談社、2007年、ISBN 9784062807050）
- 林幹『突厥与回紇史』（内蒙古人民出版社、2007年、ISBN 978-7-204-088904）
- 楊経敏『回紇史』（広西師範大学出版社、2008年、ISBN 978-7-5633-7451-9）
- 白玉冬「10世紀から11世紀における九姓タタル国」[リンク切れ]東洋文庫『東洋学報』第93巻、2011年6月.